# Dodo
 Ovo je glavno značenje pojma Dodo. Za druga značenja pogledajte Dodo (razdvojba).
Dodo (veliki dodo, lat. Raphus cucullatus) je izumrla vrsta ptice neletačice koja je bila endem otoka Mauricijusa. Ovaj rođak golubova hranio se voćem i gnijezdio na tlu. Osnovna hrana ptice dodo bili su plodovi drveta čiji je latinski naziv Sideroxylon grandiflorum, a koje se po njemu naziva „dodoovo drvo“. Ova neobična ptica izumrla je sredinom ili krajem 17. stoljeća i danas se koristi kao arhetip za izumrle životinjske vrste, prvenstveno zbog činjenice da je njegov nestanak prouzrokovan dolaskom čovjeka na Mauricijus 1598. Također, ostavio je utjecaja na kulturu i na jezik, a zauzima značajno mjesto u povijesti Mauricijusa.

## Podrijetlo naziva
Pod sadašnjim nazivom, dodoa je prvi put spomenuo Thomas Herbert koji je 1629. posjetio Mauricijus. Etimologija riječi „dodo“ nije točno utvrđena, ali se pretpostavlja da je naziv ove vrste nastao kao pejorativ. Dovodi se u vezu s nizozemskim riječima dodoor (hrv. ljenjivac), walghvogel (hrv. gadna kokoš), zbog ružnog okusa njegovog mesa, kao i dodaars (hrv. debela zadnjica), kako glasi nizozemski naziv za malog gnjurca. Prema nekim izvorima, riječ dodo nastala je od portugalske riječi doudo (danas doido), što znači „budala“ ili „lud“[a]. Također postoji mogućnost da je naziv ove ptice onomatopeja njenog zova, koji je približno zvučao kao „do-do“.

## Evolucija
Dodo je blizak rođak današnjih golubova. Dodo je, tijekom godina, dovođen u srodničku vezu s nojevima, emuima, liskama, papagajima i dnevnim grabljivicama. Također, neki znanstvenici su tvrdili da postoji mogućnost da je dodo potomak afričkih golubova iz roda Treron koji su se tijekom seobe izgubili i naselili Mauricijus. Iako je u porodicu golubova uvršten još sredinom 19. stoljeća, dodoova pripadnost ovoj porodici potvrđena je tek početkom 21. stoljeća, kada je uz pomoć analize DNK utvrđeno da je njegov najbliži srodnik nikobarski golub (lat. Caloenas nicobarica), koji naseljava Nikobare i jugoistočnu Aziju. Preci dodoa i njegovog najbližeg srodnika — rodrigeskog dodoa ili usamljenika s Rodrigeza (lat. Pezophaps solitaria), odvojili su se od predaka nikobarskog goluba prije oko 42,6 milijuna godina, da bi 17 milijuna godina kasnije nastale dvije zasebne vrste. Kada je Mauricijus nastao kao rezultat vulkanske aktivnosti prije oko 8 milijuna godina, dodo ga je naselio i razvio adaptacije na život na izoliranom otoku, na kojem se voće moglo pronaći na zemlji i na kojem nije bilo grabljivica.

## Anatomija i izgled
Prema navodima nizozemskih mornara, dodo je bio visok oko 1 m, a težak 20 ili 25 kg. Međutim, novija istraživanja su pokazala da je vjerojatno bio težak oko 17 kg, a visok oko 75 cm. Spolovi su se izrazito razlikovali u veličini (spolni dimorfizam) — mužjaci su bili veći i teži.
Kako mu je hrana bila lako dostupna, a nije imao ni prirodnih neprijatelja od kojih bi morao bježati, dodoova krila su nakon nekoliko milijuna godina zakržljala. Također, prsna kost ove ptice bila je suviše mala da bi mogla dati dovoljnu potporu prsnim mišićima za let. Kako bi se pripremio za sušnu sezonu, dodo je morao više jesti tijekom kišne sezone, kada hrane ima u izobilju. Da bi se u tijelu ove ptice stvorilo više mjesta za masne naslage bez kojih ne bi preživio nestašicu hrane, dodo je porastao. Zakržljalost krila i drugih dijelova tijela neophodnih da bi se ona pokrenula, kao i povećana tjelesna masa ovoj su ptici onemogućili letenje. Na osnovu ispitivanja kostiju, utvrđeno je da su dodoovi kukovi bili u uspravnijem položaju nego kod drugih ptica.
Iako je dodo bio krupna ptica, nije bio toliko krupan kao što je predstavljen na crtežima europskih prirodoslovaca. Dodoi koji su korišteni kao modeli za crteže držani su u zatočeništvu, gdje su brzo i lako postajali pretili. Godine 1991. pronađeni su crteži iz 1601. na kojima je dodo prikazan kao vitka ptica.
Posljednji sačuvani primjerak prepariranog dodoa nalazio se u Ashmoleanovu muzeju u Oxfordu sve do 1755., kada je izgorio u požaru. U listopadu 2005. međunarodni je tim znanstvenika u jugoistočnom dijelu Mauricijusa, na poznatom nalazištu dodoovih kostiju Mare aux Songes, pronašao očuvane dijelove dodoovog kostura među kojima su se nalazile i četiri nožne kosti, pršljenovi, dijelovi lubanje, kosti kljuna, kuk, kosti krila i prstiju. Pored ovih kostiju, od kojih su se mnoge nalazile u originalnom položaju, pronađeni su i ostaci dodoovih ptića. Najpotpuniji i najočuvaniji kostur dodoa pronašao je krajem lipnja 2007. istraživač špilja Fred po kome je pronađena ptica dobila nadimak.
Dodoovo perje bilo je meko i sivkasto, dok je na kovrčavom repu bilo bijele boje. Nije ga bilo na prednjoj strani glave, a ono na stražnjoj strani bilo je svjetlije od onog na ostatku tijela. Pored dodoa uobičajene boje, vjerovalo se da postoji i takozvani bijeli dodo. Zbog činjenice da je bijeli dodo imao žuta krila i crne pandže, albinizam nije dolazio u obzir, ali je leucizam. Također, neki znanstvenici vjeruju da je u pitanju bio običan dodo koji nije u potpunosti sazreo, ili da je bijela boja perja kod običnog dodoa bila uobičajena u određenim dijelovima godine.
Noge su mu bile kratke i žute s po četiri prsta — tri naprijed i jedan nazad. Na vrhu svakog prsta nalazila se po jedna crna i debela pandža. Oči su mu bile žute, a boja debelog, oko 23 cm dugačkog i kukastog kljuna varirala je od svijetlo zelene do blijedo žute boje. Svake godine vrh kljuna bi otpao i ponovno narastao, a dodo ga je, osim za prehranu, koristio i u borbama koje su prethodile parenju.

## Način života
Dodo je živio u šumama, iako je na mnogim slikama koje su prvi doseljenici naslikali prikazan na plaži, pored mora. Procjenjuje se da je životni vijek dodoa bio oko 40 godina. Pretpostavlja se da je za vrijeme sezone parenja dodo bio veoma borben u štićenju svoga teritorija i područja u kojima se hranio, pogotovo zato što je bio velik i zato što mu je bilo potrebno dosta hrane. Kao ritual pred parenje, dodo je mahao svojim malim krilima. Dodo je bio monogaman — ostajao je s jednim partnerom do kraja života. Gnijezda su pravili na zemlji, od trave, duboko u šumi, a ženka je polagala samo jedno jaje, koje je bilo dugačko oko 8, a široko oko 6 cm. Vrijeme ležanja na jajima je bilo 49 dana, a čuvala ga je ženka. Mužjak i ženka zajedno su odgajali ptića dok on ne bi porastao i napustio ih. Kako je dodo bio velika ptica, ptićima je trebalo oko 9 mjeseci da se u potpunosti razviju. Jedan mornar je pijukanje mladih dodoa usporedio s pijukanjem guskinih mladih. Kako na Mauricijusu nije bilo grabljivaca koji bi smanjivali njegovu populaciju, dodou je zbog ograničenosti prostora i hrane odgovarao ovako spor ciklus razmnožavanja.
Hranio se plodovima i sjemenkama raznih biljaka, od kojih je najpoznatija vrsta drveta čiji je latinski naziv Sideroxylon grandiflorum, a koje se po njemu naziva dodoovo drvo. Ranije se smatralo da sjeme ovog drveta može proklijati samo ako prethodno prođe kroz dodoov probavni sustav, zbog čega je vladalo mišljenje da će i samo dodoovo drvo izumrijeti. Međutim, istraživanjima je dokazano da sjeme ovog drveta klija i ako prođe kroz probavilo drugih ptica. Također, izjave nekih mornara sadrže podatke o tome kako je dodo lovio ribu u udubljenjima s vodom, kao i da je s lakoćom gutao gvozd i kamenje. Pretpostavlja se da je kamenje gutao kako bi olakšao rad probavila. Kako su svi vulkanski otoci, kojima pripada i Mauricijus, siromašni vapnencom, smatra se da je dodo, kako bi zadovoljio svoju potrebu za mineralima, jeo ljušture školjki. Pretpostavlja se da je imao spor metabolizam.

## Izumiranje
Mauricijus su oko 1500. otkrili Portugalci i nazvali ga Otokom labudova (port. Islo do Cerne), što znači da su vjerojatno vidjeli dodoe na njegovoj obali i pomislili da su u pitanju labudovi. Ljudi su naselili ovaj otok 1598., kada je 5 brodova iz jedne nizozemske ekspedicije koju je predvodio Jacob Cornelisz van Neck zbog loših vremenskih uvjeta slučajno dospjelo do Otoka labudova, kako je otok bio obilježen na starim portugalskim pomorskim kartama. Članovi ekspedicije ubrzo su otkrili veliku, čudnu i poslušnu pticu trkačicu koja je bila lak plijen, unatoč svom kukastom kljunu. Kako se nikada ranije nije susretao s grabežljivcima, dodo se nije plašio ljudi koji su ga lovili, iako njegovo meso nije bilo baš ukusno. Događalo se da za jednu gozbu bude ubijeno i do 25 dodoa, iako nije bilo dovoljno ljudi koji bi pojeli toliko meso. Ipak, prema tekstu njemačkog mornara Johana Verkena iz 1613., dodo se svega petnaestak godina od dolaska ljudi na Mauricijus prilagodio i počeo koristiti svoj kljun kao sredstvo obrane.
Zajedno s ljudima, stigle su i domaće životinje poput mačaka, pasa, koza i svinja, ali i divlje poput štakora i majmuna. Kako su se nalazila na zemlji, dodoova su gnijezda bila lako dostupna svinjama, majmunima i štakorima, koji su jeli njegova jaja i ptiće. Kako je dodo polagao samo po jedno jaje, to je imalo ogroman utjecaj na njegovo izumiranje. Također, štakori su jeli dosta hrane, što je predstavljalo veliki problem mladima dodoa za vrijeme njihovog odrastanja, ali i odraslim dodoima, pogotovo u vrijeme sušne sezone, kada je hrane bilo malo.
Posljednji primjerci su nestali 1685. godine.

## Utjecaj na kulturu
Kada bi u rijetkim prilikama moreplovci donijeli dodoe u Europu, pokazivali bi ih u kavezima kao atrakciju. Dodo je dugo bio nepoznanica ljudima, pa su mnogi do sredine 19. stoljeća čak sumnjali u njegovo postojanje. Tek 1865., kada su otkrivene prve kosti dodoa i kada je mauricijuski znanstvenik George Clarke u javnost iznio rezultate svojih istraživanja o dodou, zanimanje za ovom izumrlom pticom naglo je poraslo. Iste godine, engleski pisac Lewis Carroll objavio je knjigu „Alisa u zemlji čudesa“, u kojoj je jedan od likova ptica dodo. Priča američkog SF pisca Howarda Waldropa „The Ugly Chickens“ govori o dodou. Engleska spisateljica J. K. Rowling u svojoj je knjizi „Čudesne zvijeri i gdje ih naći“, koja predstavlja dodatak serijalu knjiga „Harry Potter“, opisala biće naziva perjavka, i to kao pticu trkačicu koja može nestati po svojoj volji, a koju bezjaci smatraju izumrlom i nazivaju je „dodoom“.
Dodo je ostavio utjecaja na engleski jezik, u kojem postoje fraze „mrtav kao dodo“ (engl. dead as a dodo), koja se odnosi na nekoga tko je sigurno i nesumnjivo mrtav, i „otići dodoovim putem“ (engl. go the way of the dodo), koja se odnosi na izumiranje, prestanak korištenja neke stvari ili tehnologije, kao i pad u zaborav.
Dodo se nalazi na grbu Mauricijusa. Stanovnici ovog otoka su iskoristili činjenicu da je otok nekada bio dom najpoznatijoj izumrloj ptici pa su tako skulpture i igračke koje predstavljaju dodoa drugi najprodavaniji proizvod u prodavaonicama na međunarodnim aerodromima na Mauricijusu.
U epizodi TV serije „Simpsoni“, „Homer the Smithers“, Montgomery Burns traži od Homera da mu za doručak donese tost i dodoovo jaje. Također, dodoi su prikazani na duhovit način u filmu „Ledeno doba“ iz 2002., u kojem se uz pomoć zalihe hrane, koju čine tri lubenice, pokušavaju spasiti od izumiranja.

## Vanjske poveznice
Američki muzej povijesti prirode - Dodo, uzroci nestanka

### Ostali projekti
|  | Zajednički poslužitelj ima stranicu o temi Dodo |